# Jerónimo José Cándido
Pour les articles homonymes, voir Cándido.
Jerónimo José Cándido, né le 8 janvier 1770 à Chiclana de la Frontera (Espagne, province de Cadix), mort le 1er avril 1839 à Madrid (Espagne) était un matador espagnol.

## Présentation
Il était fils de José Cándido Esposito, lui aussi matador. Il commence dans l’art taurin comme « seconde épée » en 1792, dans les cuadrillas de José, Pedro et Antonio Romero dont il épouse l’une des sœurs, María Isabel. Les dernières années du XVIIIe siècle voient croître son prestige, mais dans les années suivantes, il ne torée plus que de manière épisodique, pour raisons de santé. Après la fin de la prohibition des corridas par le roi Charles IV, il apparaît de nouveau comme l’une des principales figuras (« vedettes ») jusqu’à sa retraite en 1824.
Après sa retraite, il aspire à être nommé directeur de l'École de Tauromachie de Séville, mais c’est son beau-frère Pedro Romero qui obtient le poste, lui-même étant nommé professeur auxiliaire, fonction qu’il occupe jusqu’à la fermeture de l’école.
Après la fermeture de l’école, dénué de ressources, il participe à nouveau de manière épisodique à des corridas entre 1834 et 1838.